# Stadtbezirk (China)
Stadtbezirke (chinesisch 市轄區 / 市辖区, Pinyin shìxiáqū) gehören in der administrativen Gliederung der Volksrepublik China zu den Verwaltungseinheiten auf Kreisebene. Im Jahr 2021 gab es in ganz China 977 Stadtbezirke. Diese Zahl wird in Zukunft weiter wachsen, da hin und wieder kreisfreie Städte und Kreise in Stadtbezirke umgewandelt werden. Stadtbezirke unterstehen in der Regel den bezirksfreien Städten, also der Bezirksebene. Im Fall der vier regierungsunmittelbaren Städte Chinas (Peking, Tianjin, Schanghai, Chongqing) unterstehen sie aber direkt der Provinzebene, die hier darauf verzichtet hat, eine Bezirksebene überhaupt zu installieren.
Äußerlich wirken Stadtbezirke oft wie eigenständige Städte (zum Teil waren sie ja auch „unabhängige“ kreisfreie Städte) und wie diese umfassen sie oft auch das Umland der eigentlichen städtischen Agglomeration, also ländliche, landwirtschaftlich genutzte Gebiete.
Kriterium für die Umwandlung von Kreisen und kreisfreien Städten in Stadtbezirke ist im ersten Fall der Grad der Verstädterung in Kombination mit der Nähe zum Zentrum einer bezirksfreien Stadt, im zweiten Fall die tatsächliche oder erwartete Entwicklung einer Verschmelzung der städtischen Einzugsgebiete der aufzulösenden kreisfreien Stadt mit dem/den zentralen Stadtbezirk/en einer bezirksfreien Stadt.

## Ethnische Stadtbezirke
Die fünf ethnischen Stadtbezirke stellen einen Sonderfall in der administrativen Gliederung der Volksrepublik China dar. Jede dieser administrativen Einheiten erfüllt alle Voraussetzungen zur Errichtung eines autonomen Kreises. Da aber alle betroffenen Verwaltungseinheiten in hohem Maße urban sind und innerhalb der Zentren großer bezirksfreier Städte liegen, konnten nach der Verwaltungsordnung keine Kreise, sondern mussten Stadtbezirke errichtet werden. Das Gesetz über ethnische regionale Autonomie sieht nun wiederum auf Kreisebene nur autonome Kreise, jedoch keine autonomen Stadtbezirke vor. Diese Sachlage führte zu der Konsequenz, dass die betroffenen Stadtbezirke – ähnlich wie die Nationalitätengemeinden – die ethnische Bezeichnung im Namen führen und auch einige im jeweiligen Einzelfall spezifizierte Sonderrechte haben, aber nicht zu den autonomen Verwaltungsgliederungen gehören und auch nicht die gleichen Rechte haben wie autonome Kreise. Die fünf ethnischen Stadtbezirke sind:
- Provinz Heilongjiang:
  - Stadtbezirk Meilisi der Daur (梅里斯达斡尔族区), Stadt Qiqihar;
- Provinz Henan:
  - Stadtbezirk Chanhe der Hui (瀍河回族区), Stadt Luoyang;
  - Stadtbezirk Guancheng der Hui (管城回族区), Stadt Zhengzhou;
  - Stadtbezirk Shunhe der Hui (顺河回族区), Stadt Kaifeng;
- Autonomes Gebiet Innere Mongolei:
  - Stadtbezirk Huimin (回民区), Stadt Hohhot.